# Dreamer Drivers
「Dreamer Drivers」（ドリーマー・ドライバーズ）は、日本のロックバンドDISH//の楽曲。2023年12月1日にSony Recordsより11作目の配信シングルとしてリリースされた。

## 概要
日産×DISH// コラボレーション企画「Drive Letter」テーマソングとして書き下ろした楽曲。

## 楽曲
北村匠海が作詞を、泉大智が作曲を担当した。
北村はこの楽曲の歌詞について、
```
今回は“夢”というところにフォーカスを当てて、小さくても大きくても、子どものときでも今でもいいんですけど、誰しもが夢って持ったことあると思うんです。それがどんなに馬鹿馬鹿しくても、どんなに誰かに笑われても、叶うとか叶わないとかじゃなく、『夢を持つことって素晴らしいよね』と思っています。特に僕たちより若い人も、誰でも夢を持っていいんだよということを歌詞に落とし込みつつ、ドライブ要素を入れて、右折だったり左折だったりUターンがあったり、真っ直ぐな道じゃなくてもいいじゃんというところも考えながら、若者の背中、そして自分達の背中を押せるような曲を書かせていただきました
[
1
]
。
```

と述べている。

## ミュージック・ビデオ
メンバー4人が、「いま本当に会いたい人達」に手紙をかいて、会いに行くという内容のもの。
橘柊生は小学校の頃のダンスの先生に、泉大智はドラムの師匠に、北村匠海は月川翔監督に、矢部昌暉は自身の弟に会いに行った。
DISH// - Dreamer Drivers [Official Video]
- 会いたい人に手紙をかくシーンから始まり、晴れた空の下をドライブしながら会いたい人に会いに行くという内容。待ち合わせ場所となった屋上や草原での演奏シーンも存在し、曲に合わせた爽やかな映像となっている。

特別映像「Drive Letter」（現在非公開）
- MVでは描かれなかった手紙を宛てる相手との関係性や心境を、秘蔵映像とともに描いた特別映像。手紙を読み上げるシーンが存在する。

没入型ドライブムービー「A cappella Drive inspired by 360° safety assist」
- メンバーが運転する車の中に乗っているような、360°から音が聴こえるドライブムービー。「Dreamer Drivers」の生歌アカペラバージョンを立体音響で聴くことができる。

「My Drive Letter」ダイジェストムービー
- MVで描かれたストーリーを実際に体験できる「My Drive Letter」キャンペーンの模様をダイジェストにした映像。

## 収録曲
1. Dreamer Drivers - [3:42]
作詞：北村匠海 作曲：泉大智